# NK Prugovac
Nogometni klub Prugovac hrvatski je nogometni klub iz Prugovca, mjesta u Općini Kloštar Podravski, Koprivničko-križevačka županija. 
Trenutačno se natječe u Elitnoj ŽNL Koprivničko-križevačkoj.

## Povijest
Osnovan je 1947. Prethodno se zvao Vilim Galjer, po istoimenom narodnom heroju. Pod tim imenom pobijedio je Podravac iz Ferdinandovca 7:2. To je bila prva utakmica u povijesti Podravca.
Dinamo Zagreb je 8. svibnja 1982. ostvario svoju najveću pobjedu u klupskoj povijesti pobijedivši Vilim Galjer 20:0 u prijateljskoj utakmici. Isti rezultat postigao je Građanski protiv ŠK Zagreba u kupu 1939.

## Vanjske poveznice
- Službena web-stranica
- Profil, HNS Semafor